# Västerås
Västerås je město ve středním Švédsku, zhruba 100 km západně od Stockholmu. Město se rozkládá na březích jezera Mälaren. V současnosti zde žije přibližně 132 tisíc obyvatel a Västerås je tak největším městem provincie Västmanland. Västerås je jedno z nejstarších měst ve Švédsku a v celé severní Evropě, dnes je však známé především jako průmyslové město a tzv. family town, je zde 300 km cyklostezek a tím se řadí k městům s nejdelším pokrytím cyklostezek ve Skandinavii. Ve městě žil do roku 2001 nositel Nobelovy ceny za literaturu za rok 2011 Tomas Tranströmer a narodil se zde jeden z nejlepších florbalových hráčů současnosti Rasmus Enström. 
Knihovna Stifts- och landsbiblioteket ve Västeråsu má ve svém fondu mnoho starých bohemikálních tisků.
Nedaleko města se nalézá 60 metrů veliká a 9 metrů vysoká mohyla Anundshög, podél mohyly je řada čtrnácti menhirů s runovým kamenem uprostřed řady.
Při východním okraji města se rozkládá letiště Stockholm-Västerås.

## Historie
Västerås je jedním z nejstarších měst ve Švédsku a severní Evropě. Jeho název pochází ze slova Västra Aros (Západní Aros), které odkazuje na ústí řeky Svartån. Město bylo osídleno již v době severských Vikingů, tedy před rokem 1000 n. l. Na počátku 11. století bylo druhým největším městem ve Švédsku a ve 12. století se stalo sídlem biskupa. Anundshög se nachází kousek od města Västerås. Anundshög je největší švédskou mohylou. Byla postavena kolem roku 500 n. l. a je široká přes 68 m a vysoká téměř 9 m.
První městské znaky pocházejí z konce 13. století. Městu vévodí z vyvýšeniny hrad, který dobyl a přestavěl král Gustav I. a v letech 1573–1575 zde byl uvězněn Erik XIV. Gustav také svolal do Västeråsu riksdag. Během shromáždění riksdagu bylo rozhodnuto o přeměně Švédska na protestantský stát a o odstranění moci katolické církve. V roce 1623 bylo ve městě postaveno nejstarší gymnázium ve Švédsku (Rudbeckianska gymnasiet). V 18. a 19. století se zde stalo populárním pěstování okurek a město dostalo přezdívku Gurkstaden (Město okurek), která mu zůstala dodnes.